# Rabenhofer Säge
Rabenhofer Säge ist eine Streusiedlung in der Marktgemeinde Sallingberg im Bezirk Zwettl in Niederösterreich.

## Geschichte
Die Ortslage trug vor 1849 den Namen Bruckmühle, nach der Entstehung der Ortsgemeinden 1849 war sie ein Teil der Katastralgemeinde Rabenhof in der Gemeinde Sallingberg. 1880 wird auch schon der Name Rabenhofer Säge in Kartenwerken genannt, ab 1954 wird die Ortslage dann unter diesem Namen ein offizieller Teil der Katastralgemeinde.
Laut Adressbuch von Österreich waren im Jahr 1938 in der Bruckmühle ein Landwirt ansässig.